# 塞普·库斯
塞普·库斯（英語：Sepp Kuss，1994年9月13日—），美国职业公路自行车手，现效力于珍宝-维斯玛车队，通常担任车队的爬坡副将，多次助力车队主将普里莫日·羅格里奇和喬納斯·溫格高赢下三大自行车环赛冠军，他自己也于2023年环西自行车赛赢得总冠军。他是继格雷格·萊蒙德、安德鲁·汉普斯滕和克里斯·霍纳之后，第四位赢下三大环赛的美国车手。

## 生平
库斯在美国科罗拉多州杜兰戈长大，父亲多尔夫曾执教过美国奥林匹克越野滑雪队，母亲萨宾娜从事自行车运动。杜兰戈是科罗拉多州山地自行车运动胜地，库斯从小就开始尝试山地自行车，锻炼了自己强大的爬坡能力，高中四年级时入选了UCI山地世界锦标赛U23美国队名单。
库斯后前往科羅拉多大學波德分校就读广告学专业，在2014年和2015年连续为校队赢得全国大学山地自行车越野锦标赛冠军，2016年起转型公路自行车赛，2017年从大学毕业。库斯在2017年环加州自行车赛上的表现获得了珍宝车队的关注，随后得到该车队签约，于2018年起代表车队参赛。
库斯于2019年环西自行车赛上赢下个人首个环西赛段冠军；于2021年环法自行车赛上赢下个人首个环法赛段冠军。库斯于2023年的三大环赛上全勤出战，并在2023年环西自行车赛上赢得总冠军。